# Robin Wilzeck
Robin Wilzeck (* 27. April 1999 in Forst) ist ein ehemaliger deutscher American-Football-Spieler auf der Position des Wide Receivers. Zuletzt stand er bei Berlin Thunder in der European League of Football (ELF) unter Vertrag.

## Werdegang

### Dresden Monarchs
Wilzeck begann im Jahr 2018 in der U19 der Dresden Monarchs mit dem American Football. In seiner zweiten Saison lief er für die Monarchs II in der Oberliga auf und wurde dort nach Abschluss der Saison teamintern als Offense MVP ausgezeichnet. Mit dem Team stieg er zudem in die Regionalliga auf. Zur GFL-Saison 2021 wurde er in das Herrenteam der Monarchs aufgenommen. Mit den Monarchs erreichte Wilzeck den German Bowl XLII, den Dresden gegen die Schwäbisch Hall Unicorns gewinnen konnte. Wilzeck trug zu diesem Erfolg mit 13 Touchdowns und einem Safety bei. Von den Monarchs wurde er als Newcomer des Jahres ausgezeichnet. Im September 2021 wurde Wilzeck zum NFL International Combine eingeladen, der Mitte Oktober in London stattfand. Dort lief er mit 4,594 Sekunden den zweitschnellsten 40 Yard Dash aller Teilnehmer. Wilzeck erhielt anschließend jedoch keine Einladung zum dreimonatigen Trainingsprogramm in Arizona. Im Januar 2022 wurde Wilzeck in den erweiterten Kader der Nationalmannschaft berufen.

### Berlin Thunder
Zur Saison 2022 der European League of Football wurde er von Berlin Thunder unter Cheftrainer Johnny Schmuck und Sportdirektor Björn Werner verpflichtet. Wilzeck war der wichtigste Receiver im Team, fiel aber aufgrund von leichten Verletzungen immer wieder aus. Er fing 24 Pässe bei 33 Targets für 719 Yards und sieben Touchdowns. Das ergibt einen Durchschnittswert von 29.96 Yards pro Catch, womit er ligaweit der gefährlichste Receiver auf den tiefen Routen war. Mit Thunder verpasste er bei einer Bilanz von 7–5 die Postseason knapp. Nach der Saison wurde Wilzeck teamintern als „Most Explosive Player“ ausgezeichnet.
Nach der ELF-Saison 2024 beendete er seine Karriere.

## Statistiken
| Jahr                                            | Team             | Spiele | Receiving | Receiving | Receiving | Receiving | Receiving |
| Jahr                                            | Team             | Spiele | Rec       | Yds       | Avg       | TD        | Lng       |
| ----------------------------------------------- | ---------------- | ------ | --------- | --------- | --------- | --------- | --------- |
| German Football League                          |                  |        |           |           |           |           |           |
| 2021                                            | Dresden Monarchs | 13     | 42        | 961       | 22,9      | 13        | 80        |
| GFL Gesamt                                      | GFL Gesamt       | 13     | 42        | 961       | 22,9      | 13        | 80        |
| European League of Football                     |                  |        |           |           |           |           |           |
| 2022                                            | Berlin Thunder   | 10     | 24        | 719       | 30,0      | 07        | 70        |
| 2023                                            | Berlin Thunder   | 11     | 60        | 947       | 15,8      | 07        | 63        |
| 2024                                            | Berlin Thunder   | 6      | 22        | 344       | 15,6      | 06        | 41        |
| ELF Gesamt                                      | ELF Gesamt       | 27     | 106       | 2.010     | 19,0      | 20        | 70        |
| Quellen: stats.gfl.info, sportsmetrics.football |                  |        |           |           |           |           |           |

## Privates
Wilzeck war in seiner Jugend im Fußball bei der Spvgg Blau-Weiß Vetschau und in der Leichtathletik aktiv. Er wuchs im Spreewald auf. 2017 zog er nach Dresden, um von dort aus ein duales Fernstudium der Fitnessökonomie aufzunehmen.
Zusammen mit seinem Teamkollegen Tim Schulz, mit dem er in einer Wohngemeinschaft wohnt, betreibt er den Podcast Soulbrüders, in dem beide das Leben als Footballspieler besprechen.